# نظریه ثبات هژمونیک
نظریهٔ ثبات هژمونیک نظریه‌ای در روابط بین‌الملل است که ریشه در پژوهش‌های مرتبط با علوم سیاسی، اقتصاد و تاریخ دارد. این نظریه بیان می‌کند که احتمال ثبات نظام بین‌الملل در صورت وجود یک دولت واحد به عنوان قدرت مسلطِ جهانی یا هژمون بیشتر خواهد شد. بنابراین پایان هژمونی، باعث نابودی ثبات نظام بین‌الملل می‌شود. به عنوان گواهی برای ثبات هژمونی، طرفداران این نظریه مکرراً به پکس بریتانیکا و پکس امریکانا، و همچنین به بی‌ثباتی قبل از جنگ جهانی اول (هنگامی که هژمونی بریتانیا رو به افول داشت) و بی‌ثباتی دوران بین دو جنگ (زمانی که حضور هژمونی آمریکا در صحنهٔ جهانی کمرنگ‌تر شد) اشاره می‌کنند.
سازوکار اصلی در نظریهٔ ثبات هژمونیک مبتنی بر فراهم بودگی کالاهای عمومی‌ست: برای حل مشکل عمل جمعی در رابطه با کالاهای عمومی، یک بازیگر قدرتمند باید مایل و قادر به حفظ سهمی نامتناسب از کالاهای عمومی باشد.

## نظریه‌پردازی اولیه
به عقیدهٔ تحلیل‌گر اقتصادی بنجامین کوهن، مبدع و یکی از مهم‌ترین حامیان نظریهٔ ثبات هژمونیک چارلز کیندلبرگر بود. کیندلبرگر در کتاب «جهان در رکود: ۱۹۲۹–۱۹۳۹» که در سال ۱۹۷۳ منتشر شد، استدلال می‌کند که آشوب اقتصادی در فاصلهٔ جنگ جهانی اول و جنگ جهانی دوم که منجر به رکود بزرگ شد، بخشی محصول فقدان یک رهبری جهانی با اقتصادی مسلط بود. اما استدلال‌های کیندلبرگر از سطح اقتصاد فراتر می‌رفت. فکر اصلی در نظریهٔ ثبات هژمونیک این است که ثبات یک نظام جهانی، در رابطه با سیاست، قوانین بین‌المللی و غیره، متکی بر توانایی هژمون در توسعه و اِعمال قوانین آن نظام است. از جمله شخصیت‌های مهم دیگر در این نظریه می‌توان به رابرت گیلپین و استیون کراسنر اشاره کرد.
گیلپین تاریخ جهان را در قالب دوره‌های امپریال تا دوران متأخر مدرن نظریه‌پردازی می‌کند و در دوران متأخر مدرن به سلسله‌ای از هژمونی‌ها (ابتدا بریتانیا و سپس ایالات متحده) اشاره می‌کند که باعث تثبیت نظام بین‌الملل شدند. گیلپین مخالف موازنه‌سازی و نظریهٔ موازنهٔ قدرت است. او معتقد است که نظام بین‌الملل به‌طور طبیعی به سمت نوعی هماهنگی پیش می‌رود. از درون جنگ جهانی یا «جنگ هژمونیک» یک هژمون نوین پدید خواهد آمد که سازنده و نگه‌دارندهٔ نظم نوین جهانی با مجموعه‌ای از ترجیحات خود خواهد بود. بخشی از این امر محصول فراهم آوردن امکانات عمومی است. در مورد هژمونی ایالات متحده پس از ۱۹۴۵، شاهد تلاش‌هایی برای ایجاد یک اسکناس ثابت به وسیلهٔ صندوق بین‌المللی پول، نظام برتون وودز، تأسیس بانک جهانی، اتحادهای امنیتی (مانند ناتو) و دموکراتیزاسیون بوده‌ایم.
گیلپین می‌نویسد هر چه شکل پیروزی پس از «جنگ هژمونیک» قاطع‌تر باشد، نظام جدید از ثبات بیشتری برخوردار خواهد بود. او با دیدگاه پائول کندی در رابطه با «گسترش بیش از حد امپریالیستی» به عنوان یکی از دلایل افول هژمون‌ها موافق است. گیلپین اضافه می‌کند که افول تمام هژمون‌ها اجتناب‌ناپذیر است؛ چرا که در یک مرحله گسترش از منافع پیشی می‌گیرد، توزیع قدرت درون نظام تغییر می‌کند و دولت‌های دیگر برای به چالش کشیدن هژمون ظاهر می‌شوند. نهایتاً یک قدرت بزرگ نوین که به قدرت هژمون فعلی نزدیک می‌شود یک جنگ جهانی جدید می‌سازد و این چرخه تکرار می‌شود.
برای نخستین بار، رابرت کوهن اصطلاح «نظریهٔ ثبات هژمونیک» را در مقاله‌ای که در سال ۱۹۸۰ منتشر شد به کار برده است. کتاب کوهن «پس از هژمونی» که در سال ۱۹۸۴ منتشر شد، از مفاهیم مرتبط با اقتصاد نهادگرایی جدید برای توضیح این نکته استفاده می‌کند که نظام بین‌الملل می‌تواند در فقدان یک هژمون ثبات داشته باشد و به این ترتیب نظریهٔ ثبات هژمونیک را به چالش می‌کشد.

## نظریه‌های رقیب برای توضیح ثبات هژمونیک
پژوهش در رابطه با هژمونی را می‌توان به دو مکتب فکری تقسیم نمود: مکتب واقع‌گرایی و مکتب سیستمی. هر یک از این دو زیرشاخه‌هایی دارند. دو نظریهٔ برجسته از هر مکتب بیرون آمده است. آنچه رابرت کوهن «نظریهٔ ثبات هژمونیک» می‌نامد به همراه نظریهٔ تحول قدرت از ارگانسکی دو رویکرد غالب در مکتب واقع‌گرایی هستند. نظریهٔ چرخه‌های طولانی از جورج مدلسکی و نظریهٔ نظام‌های جهانی از امانوئل والرشتان دو رویکرد غالب در مکتب سیستمی هستند.